# Los Haticos
Los Haticos es uno de los centros poblados del municipio colombiano de Valledupar y una de las comunidades que integran el Resguardo indígena Kankuamo, ubicada al norte, en la parte alta de las montañas de la Sierra Nevada de Santa Marta, en el departamento del Cesar.

## Geografía
Limita hacia el norte con el corregimiento de La Mina y hacia el noroccidente con el corregimiento de Atanquez. Hacia el nororiente limita con el corregimiento de Patillal; al oriente con el corregimiento de La Vega Arriba; Mientras que al sur limita con el corregimiento de Río Seco.
El centro poblado también hace parte de la cuenca del río Guatapurí.

## Historia
El centro poblado Los Haticos fue creado por Acuerdo Municipal 007 de Valledupar, el 18 de agosto de 1980. Su nombre viene del diminutivo en plural de la palabra "hato (ganadero)", que significa "porción de ganado mayor o menor".

## Organización político-administrativa
El centro poblado parte de un Resguardo Indígenas, ciertas determinaciones son hechas por el cabildo gobernador indígena.

### Veredas
Las siguientes son las veredas que está bajo su área de influencia:
- Haticos Chindo
- Haticos López
- Haticos Pastrana
- Sevilla

## Transporte
El centro poblado es atravesado por la carretera de la Ruta Nacional 80, tramo Alterno 04A vía Valledupar-San Juan del Cesar.